# Josef Hofer (Cellist)
Josef Hofer, genannt «Pepi» Hofer (* 1955), ist ein liechtensteinischer Cellist, Musikpädagoge, Komponist, Arrangeur und Autor.

## Leben und Wirken
Nach einer Ausbildung am Lehrseminar in Sargans belegte er ein Studium bei Walter Grimmer am Konservatorium Bern sowie bei Gerhard Mantel an der Hochschule für Musik und Darstellende Kunst Frankfurt am Main. Ergänzende Studien folgten bei Pierre Fournier und Maurice Gendron, in Kammermusik bei Max Rostal und Komposition bei Sándor Veress.
Hofer unterrichtete Cello an der Liechtensteinischen Musikschule in Vaduz und der Kantonsschule Sargans. Er ist Herausgeber des 15 Bände umfassenden Lehrwerks Kompendium für Cello sowie des ebenfalls 15 Bände umfassenden Kompendiums für Violine. Des Weiteren arrangierte er Cello-Literatur für Lernende, etwa von Bernhard Romberg oder Antonio Vivaldi, und gab Unterrichtsliteratur für Streicher heraus wie die Trios für junge Cellisten und die Trios für junge Streicher für 2 Violinen und 1 Violoncello.
Für eine CD von Isabel Pfefferkorn bearbeitete er Werke von Henry Purcell, Johann Sebastian Bach, Franz Schubert, Robert Schumann, Richard Strauss, Georges Bizet, Samuel Barber, Manuel de Falla und Ástor Piazzolla.
Hofer ist zudem Autor des Buches Das Pferd in der Cellostunde. Praktische Beispiele für kindgemäßen Instrumentalunterricht unter Anwendung der Impact-Pädagogik. Weiterhin war er Mitglied im Stiftungsrat der Kulturstiftung Liechtenstein.

## Publikationen
- Das Pferd in der Cellostunde. Praktische Beispiele für kindgemäßen Instrumentalunterricht unter Anwendung der Impact-Pädagogik. Schott Music, Mainz 2011, ISBN 978-3-7957-0788-0.
- Kompendium für Cello. Band 1–15. Noten und CD, Dowani International, Bendern 2005–2007.
- Kompendium für Violine. Für 1 bis 2 Violinen. Band 1–15. Noten und CD, Dowani International, Bendern 2005–2007.
- Trios für junge Cellisten, Edition Kunzelmann  2014
- Trios für junge Streicher Edition Kunzelmann 2014
- Trios für junge Geiger Edition Kunzelmann 2014
- mit Maya Hofer: Mein Cello hat die Cellogrippe. Humor im Instrumentalunterricht. In: Üben & Musizieren. Nr. 1, 2020, S. 16.